# Адивар
Адивар (на английски: Adivar) е ударен кратер на планетата Венера. Той е с диаметър 30,3 km и е кръстен на Халиде Едиб Адивар – турска писателка.